# Sclerothyone
Sclerothyone is een geslacht van zeekomkommers uit de familie Sclerodactylidae.

## Soorten
- Sclerothyone unicolumnus Thandar, 2008
- Sclerothyone velligera (Ludwig & Heding, 1935)